# Барранкітас (Пуерто-Рико)
Барранкітас (ісп. Barranquitas, МФА: [baraŋˈkitas]) — муніципалітет Пуерто-Рико, острівної території у складі США. Заснований 1803 року.

## Географія
Барранкітас розташований у центральній частині острову Пуерто-Рико.
Площа суходолу муніципалітету складає 88 км² (50-е місце за цим показником серед 78 муніципалітетів Пуерто-Рико).

## Демографія
Станом на 2010 рік на території муніципалітету мешкало 30 318 ос.
Динаміка чисельності населення:

## Населені пункти
Основним населеним пунктом муніципалітету Барранкітас є однойменне місто:
| Населений пункт | Статус | Населення :   | Населення :   | Населення :   |
| Населений пункт | Статус | на 01.04.1990 | на 01.04.2000 | на 01.04.2010 |
| --------------- | ------ | ------------- | ------------- | ------------- |
| Барранкітас     | Місто  | 2 786         | 2 910         | 2 695         |